# Auto Moto
Ne doit pas être confondu avec Automoto (émission de télévision).
 (octobre 2019).
Auto Moto est un magazine français mensuel consacré à l’automobile et à la moto publié tous les premiers jeudi du mois. Le titre appartient à Horyzon Media depuis mai 2021.

## Historique
Auto Moto est né à l'initiative de la Prévention routière en 1982. En 1991, il est vendu à Hachette-Filipacchi. Emmanuel Charras prend la direction de la rédaction. En 1994, sous la direction de Emmanuel Charras, il fusionne avec le magazine L'Action automobile et Touristique (Excelsior Publications) et devient « Action Auto Moto ». C'est alors le plus fort tirage de la presse automobile. 
En 2008, le magazine redevient « Auto Moto » sous la direction de Jean Savary puis de Christophe Boulain. Lagardère vend ensuite le titre à Mondadori France et le nouveau directeur de la rédaction est Olivier Bonnet.
En mai 2021, le groupe Horyzon annonce le rachat du magazine auprès de Reworld Media, par demande de l'Autorité de la concurrence après le rachat de Mondadori France en 2019.

## Contenu
En 2015, Auto Moto propose une nouvelle formule de son magazine avec des nouvelles rubriques dédiées notamment aux technologies et à l'environnement. 
Le magazine Auto Moto se découpe en cinq grandes sections : Passion, Techno, Environnement, Conso et Art de Vivre. Dans chaque partie on trouve des essais, des enquêtes, des autoportraits, des articles pratiques. On trouve les données techniques de chaque modèle (prix, puissance, consommation, équipement...), prises par des experts sur l'autodrome de Linas-Montlhéry. 
Depuis 2016, Auto Moto diversifie ses formats et ses contenus. Après s'être investi dans la production de vidéos (essais, reportages, salons), le titre lance récemment[Quand ?] plusieurs séries de podcasts autour de l'automobile. En 2018, Auto Moto propose désormais une verticale BtoB avec le site Auto Moto Pro et autour du sport auto avec F1i par Auto Moto créé historiquement par Pierre Van Vliet.